# Cantó de Saint-Genix-sur-Guiers
El cantó de Saint-Genix-sur-Guiers és un cantó francès del departament de la Savoia, situat al districte de Chambéry. Té 10 municipis i el cap és Saint-Genix-sur-Guiers.

## Municipis
- Avressieux
- Champagneux
- Gerbaix
- Gresin
- Marcieux
- Novalaise
- Rochefort
- Sainte-Marie-d'Alvey
- Saint-Genix-sur-Guiers
- Saint-Maurice-de-Rotherens

## Història
| Data d'elecció                           | Identitat              | Partit             | Qualitat                                                                       |
| ---------------------------------------- | ---------------------- | ------------------ | ------------------------------------------------------------------------------ |
| 1945-1951                                | M. Richard             | SFIO               |                                                                                |
| 1951-1970                                | Jean Praliaud          | Rad. després SFIO  | Alcalde de Saint-Genix-sur-Guiers                                              |
| 1970-1999                                | Henri Guicherd         | CD després UDF-CDS | Alcalde d'Avressieux                                                           |
| 1999-en curs                             | Gaston Arthaud-Berthet | DVD                | Alcalde de Sainte-Marie-d'Alvey des de 1989 vicepresident del Consell General. |
| les dades anteriors no són pas conegudes |                        |                    |                                                                                |
|                                          |                        |                    |                                                                                |

## Demografia
| 1882                                            | 1926 | 1962 | 1968 | 1975 | 1982  | 1990  | 1999  | 2008  |
| ?                                               | ?    | ?    | ?    | ?    | 4.156 | 4.688 | 5.188 | 6.386 |
| ----------------------------------------------- | ---- | ---- | ---- | ---- | ----- | ----- | ----- | ----- |
| A partir de 1990: Població sense dobles comptes |      |      |      |      |       |       |       |       |